# Xerta
Xerta est une commune de la province de Tarragone, en Catalogne, en Espagne, de la comarque du Baix Ebre.

## Histoire
Xerta est conquise par les maures puis reprise par le comte Raimond-Bérenger IV de Barcelone en même temps que Tortosa.

## Population et société

### Manifestations culturelles et festivités
Le 11 novembre, jour de la saint Martin, fête de la ville avec feux d'artifice et cortèges dans les rues de la ville.[réf. nécessaire]

## Culture locale et patrimoine

### Personnalités liées à la commune
- Carme Forcadell i Lluís (née en 1956) : professeur de langue et littérature catalanes et militante politique, présidente du parlement de Catalogne depuis 2015.